# Mogliano
Mogliano è un comune italiano di 4 291 abitanti della provincia di Macerata nelle Marche.
Antico borgo che sorge su un colle a 313 m s.l.m., si pone a metà strada tra i monti Sibillini e la riviera Adriatica.

## Storia
L'attuale territorio di Mogliano era abitato nel VII-VI secolo a.C. da popolazioni picene, ciò è attestato dal ritrovamento di una stele in arenaria con iscrizione medio – adriatica, conservata nel Museo nazionale di Ancona, tali popolazioni vivevano in villaggi sparsi sulla linea dei nostri colli ed avevano una propria civiltà, che poi fu assorbita dalla cultura di Roma, quando questa sottomise il Piceno nei primi decenni del III secolo a.C.
Dalla fine del sec. XII alla metà del sec. XIV, il castello fu dominato dai signori detti appunto "da Mogliano", dal nobile Fildesmido al più famoso Gentile, che nel 1345 divenne signore di Fermo e governò la città fino al 1355, quando fu sconfitto dalle armi del cardinale Albornoz. Con la riforma istituzionale albornoziana del 1357, che diede un nuovo assetto giuridico-amministrativo alla regione marchigiana, Mogliano venne incluso nel distretto di Fermo, di cui fu uno dei castelli maggiori; nel 1569 ebbe l'autonomia al papa Pio V, ma nel 1578 tornò sotto il dominio fermano.
Così, fra alterne vicende, passarono gli anni e i secoli, mentre nel paese in continuo progresso sorsero pacifiche abitazioni in luogo delle antiche fortificazioni, chiese e campanili al posto delle torri di guerra.
Nel 1744, per aver favorito le truppe austriache in marcia verso il meridione, Mogliano fu dichiarata Città con diploma della regina d'Ungheria.
Quindi, nell'età napoleonica, Mogliano fu compresa nel Dipartimento del Tronto che aveva il suo capoluogo a Fermo; nel 1815, con la restaurazione del Governo pontificio, ritornò sotto la Delegazione apostolica di Fermo, mentre nel 1828 entrò a far parte della Delegazione apostolica di Macerata.
Nel 1860, i Moglianesi diedero il loro generoso contributo alla guerra di liberazione, accorrendo numerosi ad arruolarsi nella Compagnia del 1º Battaglione dei “Cacciatori delle Marche”, la quale era comandata da un ufficiale moglianese, il capitano Cesare Latini.
Infine dopo l'annessione delle Marche al Regno d'Italia, la divisione della regione in quattro province e l'assorbimento della provincia di Fermo in quella di Ascoli, il comune di Mogliano restò compreso nella provincia di Macerata e dovette aggiungere al proprio nome "di Macerata" per distinguersi da altri omonimi comuni esistenti nel resto dell'Italia unita.

### Simboli
Lo stemma del comune di Mogliano è stato concesso con decreto del presidente della Repubblica del 7 marzo 2005.
(D.P.R. 07.03.2005)
Il decreto di concessione descrive un gonfalone troncato di giallo e di rosso ma il comune utilizza un drappo inquartato di bianco e di rosso.

## Monumenti e luoghi d'interesse

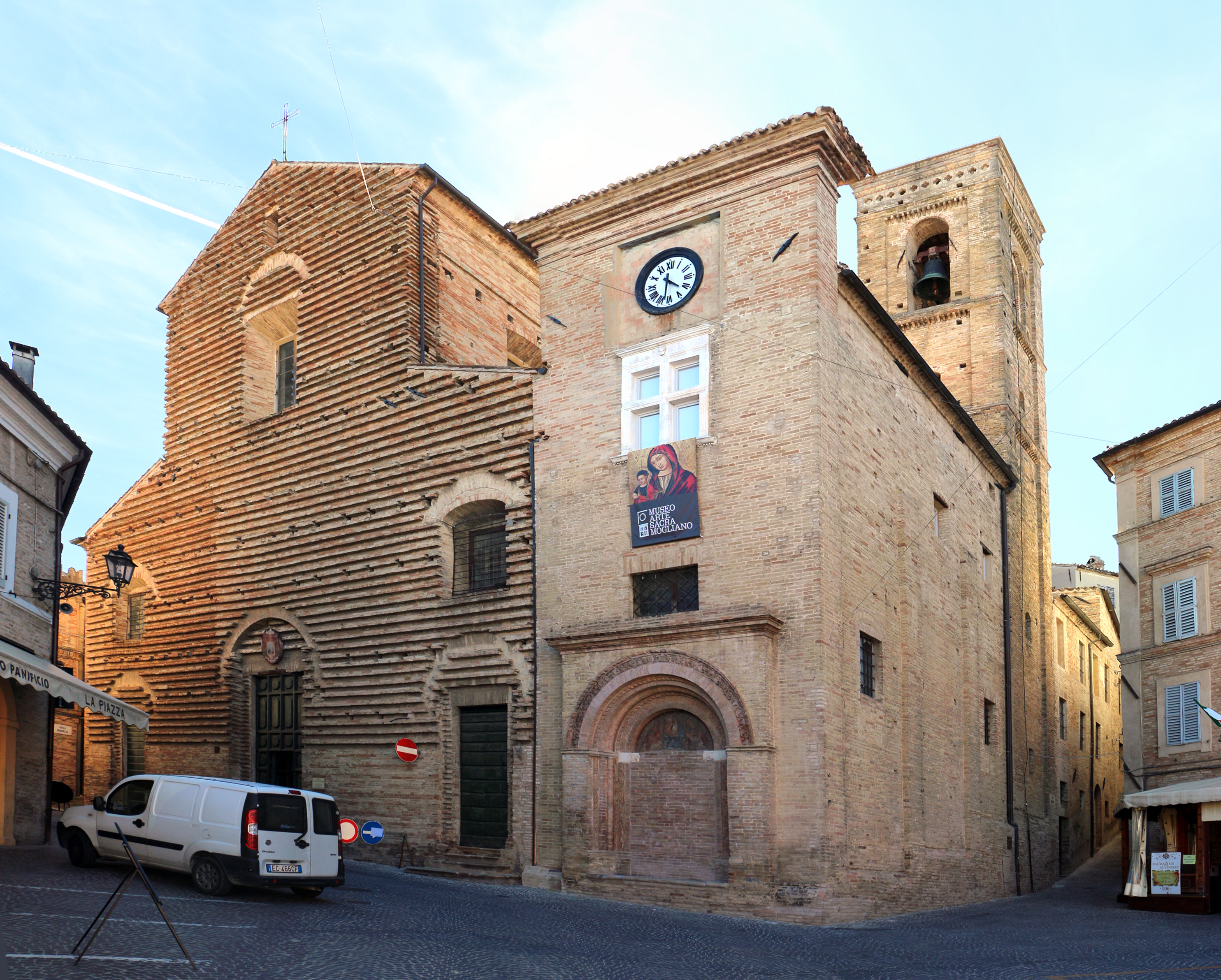
Santa Maria Assunta

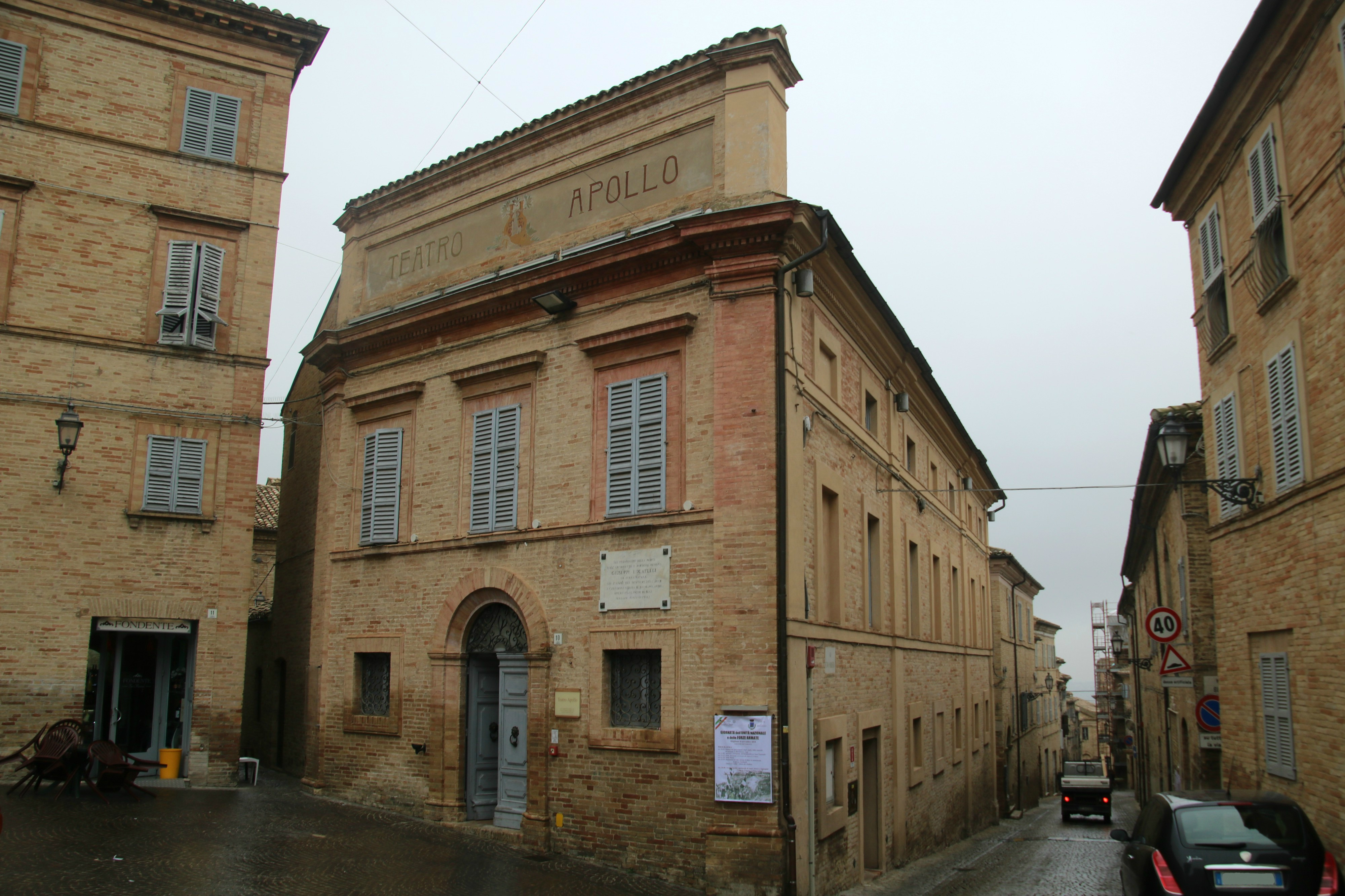
Teatro Apollo

- Chiesa di Santa Maria in Piazza: la chiesa conserva al suo interno la Pala di Lorenzo Lotto con la Madonna in gloria e i santi Giovanni Battista, Antonio da Padova, Maria Maddalena e Giuseppe (olio su tela, 330 x 215 cm). L'opera fu commissionata nel 1547 dal sindaco di Mogliano, Jacomo Boninfante, al prezzo di 130 scudi d'oro da versare in più rate, che includevano anche il costo della cornice lignea dorata, realizzata da «Bartolomeo intaiador de San Cassano». La pala fu ultimata nel 1548, fu consegnata alla comunità dall'amico ed allievo Durante Nobili. La cornice originale è custodita nell'attigua sagrestia.
- Chiesa di San Gregorio Magno: fondata nel X secolo ed originariamente fuori dalle mura castellane, la chiesa fu affidata ai Frati Minori Conventuali nel Duecento e poi ricostruita in stile gotico nel 1399 - 1400. L'aspetto attuale è dovuto ad una seconda, radicale ricostruzione iniziata nel 1714 circa e completata nel 1748 su progetto di Gianfilippo Carnili, che ribaltò l'orientamento della chiesa perché potesse avere uno scenografico affaccio sulla strada. L'attuale facciata in mattoni è composta da un ordine gigante di lesene, in mezzo alle quali è il portale ed un timpano semicircolare. L'interno ha tre navate con sei cappelle poco profonde e con cupolette. presenta una decorazione in stucco di Francesco di Antonio Falconi, del 1755, e conserva una pala d'altare di Durante Nobili, amico e seguace di Lorenzo Lotto, e un dipinto di Giovanni Battista Fagiani che raffigura Mogliano nel XVIII secolo.
- Ex monastero di Santa Colomba: poco fuori dal borgo, la chiesa, di origine romanica, fu donata nel 1097 al convento benedettino di Piobbico presso Sarnano, poi passò ai Francescani e vi dimorò il beato Giacomo da Falerone che è sepolto in chiesa. Abbandonato nel 1363, il convento fu abitato di nuovo a partire dal 1548, fu ricostruito con il chiostro e fu ampliata la chiesa,[5] che in questo momento si decise di dotare di una pala per l'altare maggiore, opera ancora esistente di Durante Nobili raffigurante la Madonna in trono col Bambino tra i santi Giuseppe, Colomba, Giovanni Battista, Francesco d´Assisi e Benedetto, firmata e datata 1554, in cui il pittore, oltre ai consueti elementi formali dell'amico e maestro Lorenzo Lotto, pare ricordarsi anche la pala di Osimo di Antonio Solario.[6] Il soffitto a cassettoni fu dipinto dal moglianese Giovan Battista Fagiani tra il 1750-1752.
- Chiesa del Santissimo Crocifisso d'Ete: sorge in territorio moglianese, al crocicchio per Montegiorgio e Francavilla d'Ete, lambito dal torrente Ete Morto. In questo luogo sorgeva un'edicola votiva con un affresco tre-quattrocentesco raffigurante Dio Padre tra due Angeli con il Figlio, santa Caterina d'Alessandria e san Giacomo apostolo. Il vescovo di Fermo Domenico Pinelli, dati i prodigi attribuiti all'immagine, decise la costruzione di una chiesa per sostituire la fatiscente miracolosa edicola, la cui prima pietra fu posta l'11 novembre 1579. Il governo e l'amministrazione furono attribuiti nello stesso anno, con bolla di papa Gregorio XIII, alla confraternita del Santissimo Sacramento, che tuttora li conserva. La chiesa ha una pianta a croce latina, coperta da volta a botte. All'incrocio del transetto è un piccolo tempio a base quadrata, di derivazione lauretana, la cui facciata principale ha una grata che permette di vedere all'interno il menzionato affresco oggetto di venerazione. Il tempietto è affrescato all'esterno con Cristo nell'Orto, la Flagellazione e l'Andata al Calvario, mentre all'interno, nei soprarchi è l'Annunciazione e su una parete una Sacra Famiglia con san Giovannino, e su quella di fronte San Martino, San Biagio e Santa Lucia. La volta è decorata con cornici, putti e festoni in stucco da affreschi con Dio Padre al centro circondato dai Profeti e dalle Sibille. Gli affreschi sono firmati dal novarese Pier Francesco Renolfi e datati 1594.[7]
- Chiesa della Beata Vergine delle Grazie (nota più comunemente come Chiesa della Madonna dei Prati) situata in Contrada dei Prati.[8]
- Santuario del Santissimo Crocifisso - Qui si venera un'immagine raffigurante Cristo Crocifisso che si Erge dal Sepolcro, affresco della fine del '400. In seguito ad un miracoloso evento accaduto nell'anno 1809, la chiesa, ricostruita in eleganti forme neoclassiche su disegno di G. Lucatelli, fu dichiarata Santuario dall'allora viceré d'Italia, Eugenio Beauharnais.
- Rocca Medioevale - La rocca medioevale, di cui rimangono solo i bastioni, è il luogo migliore da cui ammirare il panorama; all'interno sorge la Chiesa di Santa Maria del Suffragio, attualmente sconsacrata.
- Palazzo Forti - Progettato alla fine del ‘500 come struttura economicamente autonoma, oltre che come abitazione della ricca e nobile famiglia Forti, oggi sede Municipale.
- Teatro Apollo - Teatro inaugurato nel 1844 ha una forma a ferro di cavallo con trentotto palchi su tre ordini.

## Società

### Evoluzione demografica
Abitanti censiti

## Amministrazione
Elenco dei sindaci di Mogliano dal 1985.
| Periodo        | Periodo        | Primo cittadino   | Partito                           | Carica  | Note |
| -------------- | -------------- | ----------------- | --------------------------------- | ------- | ---- |
| 5 giugno 1985  | 9 giugno 1990  | Gianni Giuli      | Democrazia Cristiana              | Sindaco |      |
| 9 giugno 1990  | 24 aprile 1995 | Gianni Giuli      | Democrazia Cristiana              | Sindaco |      |
| 24 aprile 1995 | 14 giugno 1999 | Gianni Giuli      | centro                            | Sindaco |      |
| 14 giugno 1999 | 14 giugno 2004 | Gianni Giuli      | centrosinistra                    | Sindaco |      |
| 14 giugno 2004 | 8 giugno 2009  | Silvano Ramadori  | centrosinistra                    | Sindaco |      |
| 8 giugno 2009  | 26 maggio 2014 | Flavio Zura       | lista civica                      | Sindaco |      |
| 26 maggio 2014 | 26 maggio 2019 | Flavio Zura       | lista civica Impegno per Mogliano | Sindaco |      |
| 27 maggio 2019 | 10 giugno 2024 | Cecilia Cesetti   | lista civica Insieme si può       | Sindaco |      |
| 10 giugno 2024 | in carica      | Fabrizio Luchetti | lista civica Mogliano civica 2024 | Sindaco |      |

## Sport

### Calcio
La squadra del paese è il Borgo Mogliano Madal fondata nel 2001 (prima Categoria nel calcio e campionato di Serie A maschile e femminileCSI nel calcio a 5).